# Parotis invernalis
Parotis invernalis is een vlinder uit de familie van de grasmotten (Crambidae), uit de onderfamilie van de Spilomelinae. De wetenschappelijke naam van deze soort is voor het eerst voorgesteld als Margaronia  invernalis door Joseph de Joannis in een publicatie uit 1927.
De soort komt voor in Mozambique.